# Чед Морган
Чедвик Вилијам Морган (11. фебруар 1933. — 1. јануар 2025.) био је аустралијски кантри певач и гитариста познат по свом водвиљском стилу комичних кантри, вестерн и фолк песама, истакнутим зубима и шашавој сценској личности. Што се тиче његовог првог снимка, био је познат као „Шеик из Скраби Крика“.
У фебруару 2024. године, Морган је објавио своје пензионисање након свог последњег наступа на турнеји „Farewell to Australia“ 21. априла 2024. године, у 91. години живота.

## Биографија
Чедвик Вилијам Морган је рођен 11. фебруара 1933. године у Вондаију, Квинсленд, као најстарији од 14 деце Дејвија и Ајви Морган. Од малих ногу су га одгајали баба и деда, Бил и Ева Хопкинс. Након што му је деда умро 1947. године, са баком се вратио у Скраби Крик да живи са мајком и браћом и сестрама. Оба родитеља су били аматерски музичари; његов отац је свирао хармонику, а мајка хармонику и мандолину, док је Морган учио да свира гитару. Напустио је школу са 14 година и нашао посао сечећи дрва.
Према Моргановим речима, заказао је преглед код зубара да му уклони избочене зубе. „Толико сам се мучио... Али се камион покварио.“ Касније се присетио да је срећан што никада није заказао нови преглед.
Морган је био хоспитализован 14 месеци од децембра 1954. године након судара између свог мотоцикла и аутомобила. Његове повреде су укључивале два сломљена ребра, сломљену руку и сломљену ногу, што га је касније спречило да обавља „тежак физички посао, [па се] окренуо певању“. У 47. години, певач је доживео мождани удар.
Оженио се колегиницом певачицом Пам Мичел 1957. године. Пар је имао троје деце, Алана, Чеда млађег и Жанел. Морган је имао други брак са Џоани, који је трајао од 1985. до 2017. године (њене смрти). Такође је признао да је велики пијаница и пушач. Након венчања, Морган је престао да пије и пуши.
Од 2004. године, боравио је у Бли Блију, у Квинсленду.
Године 2008, лажне гласине о његовој смрти почеле су да се појављују након погрешне објаве на радију 4GY. Радио станица се касније извинила због гласине.
Морганин биографски документарни филм „Још нисам мртав“ режирала је Џенин Хоскинг, а објављен је 2011. године. Аустралијска списатељица Ана Роуз објавила је његову биографију „Чед Морган - Седамдесет година у настајању“ 2022. године.
Морган је преминуо 1. јануара 2025. године у 91. години живота.